# Marsupella aquatica
Marsupella aquatica là một loài rêu tản trong họ Gymnomitriaceae. Loài này được (Lindenb.) Schiffner miêu tả khoa học lần đầu tiên năm 1896.